# Velfærdsminister
Velfærdsminister er den øverste politiske og administrative leder af Velfærdsministeriet, der blev oprettet i 2007 af VK-regeringen.
Karen Jespersen blev den førstudnævnte minister.